# Hendrik Rijnbergen
Hendrik Rijnbergen (Utrecht, 3 februari 1886 – Amsterdam, 16 juli 1964) was een Nederlands violist. Volgens Algemene Muziek Encyclopedie stond hij bekend vanwege "zijn fraaie toon en introvert musiceren".
Hij was zoon van Cornelis Rijnbergen en Geertruida van Piggelen. Hijzelf was getrouwd met Annetta Wilhelmina Maria Werken. Het echtpaar woonde de laatste jaren aan de Uiterwaardenstraat 378.
In zijn jeugd kreeg hij les van zijn neef Carel Rijnbergen. Hij kreeg zijn muziekopleiding aan het Muziekschool Utrecht van Gerard Veerman op viool en Johan Wagenaar voor muziektheorie. Een van zijn eerste concerten vond direct na zijn studie plaats met het Collegium Musicum Ultrajectum (stadsconcert). Hij startte een aanvullende studie bij Eugène Ysaÿe in Brussel en trok door naar Parijs waar hij zitting nam in het orkest van Louis Hasselman en les had van Martin Marsick. Dat orkest verdween zo snel als het gekomen was, Rijnbergen keerde terug naar Nederland en soleerde bij diverse orkesten waaronder het Concertgebouworkest (hij soleerde er tussen 1908 en 1940 22 keer). Hij was achtereenvolgens concertmeester in
- Kaim Orchester te München
- Blüthner-Orchester te Berlijn (vanaf 1909)
- Stadtheater in Bazel
- Opera-orkest van Frankfurt am Main (onder leiding van Willem Mengelberg, ook trad hij op tijdens de museumconcerten aldaar
- Concertgebouworkest (1915-1919)
- Utrechts Stedelijk Orkest (1920-1923) onder leiding van Jan van Gilse.

Na de Eerste Wereldoorlog werd hij (hoofd)docent aan conservatoria respectievelijk in Rotterdam, Utrecht en Amsterdam. Zo was hij leraar van de musicus Louis Marie George Arntzenius.
Hij legde tijdens zijn concerten nadruk op het nieuwe Nederlandse vioolrepertoire waaronder werken van Sem Dresden (diens Vioolconcert nr. 1) en Willem Pijper (diens vioolconcert). Pijper, met wie Rijnbergen ook als duo optrad, droeg zijn twee vioolsonates aan hem op. Hij vormde samen met cellist Oscar Eberle en pianist Anton Kaltwasser het Rotterdams Trio.
In 1942 was Rijnberger leider van het muziekgilde binnen de Nederlandsche Kultuurkamer. Of dat een directe invloed had is niet bekend, maar na de Tweede Wereldoorlog speelde hij slechts een bescheiden rol in de muziekwereld.